# Henry (unité)
Pour les articles homonymes, voir Henry et H.
Le henry (symbole : H) est l’unité dérivée d’inductance du Système international (SI), du nom du physicien américain Joseph Henry. Celui-ci découvrit l'auto-induction et le principe de l'induction électromagnétique des courants induits.

## Définition
L’inductance d’un circuit est de 1 henry si un courant parcourant ce circuit en variant uniformément à raison de 1 ampère par seconde produit à ses bornes une force électromotrice de 1 volt.
En unités de base SI : 
1 H = 1 V.s.A−1 = 1 m2 .kg.s−2 .A−2 = 1 m2 .kg.C−2 = 1 Ω.s